# Ipomoea bathycolpos
Ipomoea bathycolpos är en vindeväxtart som beskrevs av Hallier f. Ipomoea bathycolpos ingår i släktet praktvindor, och familjen vindeväxter. Inga underarter finns listade i Catalogue of Life.